# Amar Fatah
Amar Abdirahman Ahmed Fatah, noto anche come Amar Abdirahman Ahmed (Solna, 19 febbraio 2004), è un calciatore svedese, attaccante del Willem II in prestito dal Troyes.

## Biografia
Ha origini somale.

## Carriera

### Club
Nato a Solna, nella contea di Stoccolma, e cresciuto tra i quartieri di Tensta e Rinkeby, Fatah ha cominciato a giocare a calcio da bambino nel Brommapojkarna. All'età di quattordici anni si è trasferito nel settore giovanile dell'AIK, con cui nel 2018 ha vinto il torneo giovanile internazionale Gothia Cup nella categoria Under-16 e nel 2021 il titolo nazionale svedese con l'Under-19.
A partire dal precampionato della stagione 2021 si è allenato con la prima squadra, debuttando ufficialmente il 7 novembre dello stesso anno durante la 27ª giornata dell'Allsvenskan 2021, nella vittoria per 3-0 contro l'Östersund. Dodici giorni più tardi ha firmato il suo primo contratto professionistico passando ufficialmente in prima squadra. Il 26 giugno 2022 ha segnato il suo primo gol nel pareggio per 1-1 sul campo del Degerfors.
Il 30 agosto 2022 è stato acquistato a titolo definitivo dal Troyes, che lo ha inizialmente assegnato alla seconda squadra. Ha debuttato con il club francese il 28 dicembre nell'incontro di Ligue 1 pareggiato 0-0 contro il Nantes.
Il 21 gennaio 2023 è passato in prestito al Lommel, accordo in seguito esteso anche per tutta la stagione 2023-2024. Nel luglio del 2024 ha effettuato il ritiro estivo con la maglia del Manchester City, prima di passare in prestito il mese di agosto al Willem II.

### Nazionale
Ha giocato nelle nazionali giovanili svedesi Under-19 ed Under-21.

## Statistiche

### Presenze e reti nei club
Statistiche aggiornate al 5 ottobre 2024
| Stagione        | Squadra         | Campionato      | Campionato | Campionato | Coppe nazionali | Coppe nazionali | Coppe nazionali | Coppe continentali | Coppe continentali | Coppe continentali | Altre coppe | Altre coppe | Altre coppe | Totale | Totale | Totale |
| Stagione        | Squadra         | Comp            | Pres       | Reti       | Comp            | Pres            | Reti            | Comp               | Pres               | Reti               | Comp        | Pres        | Reti        | Pres   | Reti   |        |
| --------------- | --------------- | --------------- | ---------- | ---------- | --------------- | --------------- | --------------- | ------------------ | ------------------ | ------------------ | ----------- | ----------- | ----------- | ------ | ------ | ------ |
| 2021            | AIK             | A               | 1          | 0          | CS              | 0               | 0               | -                  | -                  | -                  | -           | -           | -           | 1      | 0      |        |
| 2022            | AIK             | A               | 9          | 1          | CS+CS           | 4+0             | 0               | UECL               | 6                  | 0                  | -           | -           | -           | 19     | 1      |        |
| 2022-2023       | Troyes 2        | N3              | 3          | 0          | -               | -               | -               | -                  | -                  | -                  | -           | -           | -           | 3      | 0      |        |
| 2022-gen. 2023  | Troyes          | L1              | 1          | 0          | CF              | 1               | 0               | -                  | -                  | -                  | -           | -           | -           | 2      | 0      |        |
| gen.-giu. 2023  | Lommel          | D2              | 9          | 3          | CB              | 0               | 0               | -                  | -                  | -                  | -           | -           | -           | 9      | 3      |        |
| 2023-2024       | Lommel          | D2              | 17         | 1          | CB              | 1               | 0               | -                  | -                  | -                  | -           | -           | -           | 18     | 1      |        |
| 2024-2025       | Willem II       | ED              | 5          | 1          | CO              | 0               | 0               | -                  | -                  | -                  | -           | -           | -           | 5      | 1      |        |
| Totale carriera | Totale carriera | Totale carriera | 45         | 6          |                 | 6               | 0               |                    | 6                  | 0                  |             | -           | -           | 57     | 6      |        |